# Le Good Morning
Le Good Morning est la matinale de la radio belge Radio Contact. 
L'émission débute en 2005 avec le duo Mike et Olivier. Elle connaitra ensuite de nombreux animateurs et animatrices. Maria Del Rio est la plus ancienne animatrice de l'émission. Elle l'anime depuis 2009 aux côtés d'Olivier Arnould qui arrivera en 2014, mais aussi de Gary et Valentino. Depuis 2009, l'émission est aussi diffusée en télévision sur le canal Contact Vision. Depuis 2023 elle est diffusée en plus sur RTL Plug la troisième chaine du groupe RTL Belgium. En 2024, l'émission fête sa 20e saison d'existence.

## Concept

### Généralités
L'émission se repose sur les personnages de l'équipe qui apportent l'ambiance et le contenu sur antenne. Le Good Morning traite de sujets légers et drôles, les auditeurs y participent via leurs réactions. La matinale contient aussi plusieurs séquences, des services et des jeux avec les auditeurs.

### Équipe
L'émission se base sur un duo d'animateurs. L'équipe s'agrandit au fil des années amenant deux membres pour accompagner le duo de présentateurs.

#### Animateurs principaux
| Animateurs      | Saisons                        | Saisons                        | Saisons                        | Saisons                        | Saisons                        | Saisons                        | Saisons                        | Saisons                        | Saisons                        | Saisons                        | Saisons                        | Saisons                        | Saisons                        | Saisons                        | Saisons                        | Saisons                        | Saisons                        | Saisons                        | Saisons                        | Saisons                        |
| Animateurs      | 1                              | 2                              | 3                              | 4                              | 5                              | 6                              | 7                              | 8                              | 9                              | 10                             | 11                             | 12                             | 13                             | 14                             | 15                             | 16                             | 17                             | 18                             | 19                             | 20                             |
| --------------- | ------------------------------ | ------------------------------ | ------------------------------ | ------------------------------ | ------------------------------ | ------------------------------ | ------------------------------ | ------------------------------ | ------------------------------ | ------------------------------ | ------------------------------ | ------------------------------ | ------------------------------ | ------------------------------ | ------------------------------ | ------------------------------ | ------------------------------ | ------------------------------ | ------------------------------ | ------------------------------ |
| Mike            | Participant à la/aux saison(s) |                                |                                |                                |                                |                                |                                |                                |                                |                                |                                |                                |                                |                                |                                |                                |                                |                                |                                |                                |
| Olivier Duroy   | Participant à la/aux saison(s) | Participant à la/aux saison(s) |                                |                                |                                |                                |                                |                                |                                |                                |                                |                                |                                |                                |                                |                                |                                |                                |                                |                                |
| Julie Taton     |                                | Participant à la/aux saison(s) | Participant à la/aux saison(s) | Participant à la/aux saison(s) |                                |                                |                                |                                |                                |                                |                                |                                |                                |                                |                                |                                |                                |                                |                                |                                |
| Pascal Degrez   |                                |                                | Participant à la/aux saison(s) | Participant à la/aux saison(s) | Participant à la/aux saison(s) | Participant à la/aux saison(s) | Participant à la/aux saison(s) | Participant à la/aux saison(s) | Participant à la/aux saison(s) |                                |                                |                                |                                |                                |                                |                                |                                |                                |                                |                                |
| Maria Del Rio   |                                |                                |                                |                                | Participant à la/aux saison(s) | Participant à la/aux saison(s) | Participant à la/aux saison(s) | Participant à la/aux saison(s) | Participant à la/aux saison(s) | Participant à la/aux saison(s) | Participant à la/aux saison(s) | Participant à la/aux saison(s) | Participant à la/aux saison(s) | Participant à la/aux saison(s) | Participant à la/aux saison(s) | Participant à la/aux saison(s) | Participant à la/aux saison(s) | Participant à la/aux saison(s) | Participant à la/aux saison(s) | Participant à la/aux saison(s) |
| Olivier Arnould |                                |                                |                                |                                |                                |                                |                                |                                |                                | Participant à la/aux saison(s) | Participant à la/aux saison(s) | Participant à la/aux saison(s) | Participant à la/aux saison(s) | Participant à la/aux saison(s) | Participant à la/aux saison(s) | Participant à la/aux saison(s) | Participant à la/aux saison(s) | Participant à la/aux saison(s) | Participant à la/aux saison(s) | Participant à la/aux saison(s) |

#### Autres membres de l'équipe
À partir de la 8e saison, l'équipe s'agrandit avec des nouveaux coanimateurs en plus du duo principal.
- Gary et Aurélie (saison 8 à 13)
- Gary et Valentino (saison 14 à 20) [6]

## Historique

### Saison 1 (2005-2006)
Mike et Olivier Duroy créent le Good Morning en 2005. Chantal et Francis Lemaire qui dirigent Radio Contact donnent carte blanche au duo. En 2006, Mike est grièvement blessé lors d'un accident de moto qui le rendra tétraplégique

### Saison 2 (2006-2007)
Mike laisse les commandes de l'émission à Olivier Duroy qui s'entoure de Julie Taton.

### Saison 3 (2007-2008)
Pascal Degrez passe de Nrj à Radio Contact et reprend les commandes de la matinale aux côtés de Julie Taton. Olivier Duroy quitte l'émission.

### Saison 4 (2008-2009)
Pascal et Julie enchaine une nouvelle saison ensemble.

### Saison 5 (2009-2010)
Julie quitte le Good Morning, c'est Maria Del Rio travaillant déjà chez RTL Belgium (qui a racheté Radio Contact en 2006) qui devient la nouvelle animatrice de la matinale. Pascal reste à l'animation.

### Saison 6 (2010-2011)
Le duo est confirmé pour une nouvelle saison, Fanny Jandrain devient chroniqueuse.

### Saison 7 (2011-2012)
Maria et Pascal sont reconduits pour une 3e saison, l'équipe est rejointe par deux chroniqueurs Michaël Dufour et Julien.

### Saison 8 (2012-2013)
Désormais le duo Maria et Pascal est accompagné de deux autres complices présents dans chaque émission : Aurélie qui s'occupera des auditeurs et Gary le nouveau réalisateur de l'émission.

### Saison 9 (2013-2014)
La chroniqueuse Fanny Jandrain quitte l'émission. L'équipe est rejointe par un humoriste Pablo Andres. Le duo lui, reste identique 

### Saison 10 (2014-2015)
Pascal quitte l'animation et devient producteur de l'émission, c'est alors Olivier Arnould qui devient le nouveau partenaire de Maria Del Rio ,. Gary et Aurélie restent ainsi que Pablo Andres.

### Saison 11 (2015-2016)
Olivier et Maria poursuivent pour une nouvelle saison. Pascal est toujours présent à travers ses divers personnages et chroniques.

### Saison 12 (2016-2017)
Le duo se poursuit avec toujours Pascal, Gary et Aurélie.

### Saison 13 (2017-2018)
Pablo Andres, Aurélie et Pascal (en tant que producteur) quittent l'émission à la fin de cette saison,.

### Saison 14 (2018-2019)
Le duo Maria et Olivier reste en place, Gary continue d'être réalisateur et c'est Valentino qui rejoint l'équipe à la place d'Aurélie,.

### Saison 15 (2019-2020)
Maria et Olivier deviennent le duo resté le plus longtemps en place, 6 saisons au total, Maria fête ses 10 ans de présence dans l'émission et Olivier ses 5 ans. Gary et Valentino sont de nouveau présents dans cette nouvelle saison. En mars 2020, avec le début de la crise du COVID19, l'émission continuera. Maria et Olivier animeront plusieurs mois de chez eux, Valentino et Gary animeront depuis le studio de Radio Contact. Dès juin 2020, l'équipe est à nouveau réunie. Durant cette période de confinement l'émission passera à une durée de 5 heures, de 6 h à 11 h en direct pour s'adapter aux habitudes du public qui se levait plus tard.

### Saison 16 (2020-2021)
L'équipe est reconduite.

### Saison 17 (2021-2022)
Kevin qui officiait avec sa séquence Le Débrief quitte l'émission.

### Saison 18 (2022-2023)
L'équipe commence sa 18e saison dans un tout nouveau studio, l'émission est aussi désormais diffusée sur la chaine RTL Plug en plus de Radio Contact Vision et de la radio.

### Saison 19 (2023-2024)
Maria et Olivier fêtent leur 10e saison ensemble, un record ! Cette saison marque aussi le retour de Pablo Andres pour une chronique hebdomadaire tous les vendredis.

### Saison 20 (2024-2025)
Le Good Morning fête sa 20e saison sur Radio Contact, l'émission est en effet à l'antenne depuis 2005 ! L'équipe est toujours identique avec Maria, Olivier, Gary et Valentino. Pablo Andres quitte lui l'émission. 